# 어느 하녀의 일기 (2015년 영화)
《어느 하녀의 일기》(프랑스어: Journal d'une femme de chambre)는 2015년 프랑스의 드라마 영화이다. 브누아 자코가 감독을 맡았으며 자코와 엘렌 지메르가 각색을 맡았다. 옥타브 미르보의 1900년 동명 소설이 원작이며 레아 세두가 20세기 초 프랑스 귀족들의 하녀로 일하는 젊고 야심찬 여성 셀레스틴 역을 맡았다.
영화는 제65회 베를린 국제 영화제 경쟁 부문에 출품되었으며 2015년 4월 1일 프랑스에서 개봉되었다.

## 출연
- 레아 세두 - 셀레스틴 역
- 뱅상 랭동 - 조제프 역
- 클로틸드 몰레
- 에르베 피에르
- 뱅상 라코스트
- 도미니크 레이몽
- 로제트
- 아드리아나 아스티